# Lucio Ramnio
Lucio Ramnio (Brindisi, ... – ...; fl. 171 a.C.) è stato un cavaliere romano che, in previsione della terza guerra macedonica, dimostrò la sua fedeltà al Senato e fornì l'occasione per dare inizio alla campagna militare che eliminò Perseo, re di Macedonia.

## Il racconto liviano
Come ci racconta Tito Livio, Lucio Ramnio era un ragguardevole cittadino brindisino, molto stimato a Roma, ma anche da Perseo, re di Macedonia, che in quel periodo era tenuto sotto controllo dai Romani perché sospettato di voler ripristinare le vecchie alleanze con Achei, Seleucidi e con Rodi, al fine di ricostituire l'antico prestigio macedone. 
Perseo invitò Lucio Ramnio in Macedonia e incautamente gli confidò il progetto militare macedone contro Roma, sperando di averlo complice. Con la promessa di ingenti ricompense, gli propose persino di propinare il veleno a generali e legati romani che, nel passaggio obbligato da Brindisi, fossero stati suo ospiti, come abitualmente accadeva, considerato il rango e il prestigio di cui egli godeva.
Ramnio astutamente fece credere a Perseo di volerlo assecondare e così poté accomiatarsi dal re macedone indenne; invece subito si recò a Negroponte dal governatore dell'Asia, Caio Valerio e con lui a Roma, dove mise al corrente del piano i senatori. Fu così che, con le prove di azioni militari antiromane, il Senato decise di raccogliere l'appello del re di Pergamo Eumene II, il quale, preoccupato dalle mire espansionistiche di Perseo, aveva chiesto aiuto a Roma: dato l'ordine ad un forte esercito, partito da Brindisi, di attaccare la Macedonia, ebbe inizio la terza guerra macedonica che si concluse con la battaglia di Pidna (168 a.C.).
Il racconto liviano dell'episodio del cavaliere brindisino Lucio Ramnio a favore del Senato, può essere interpretato come un segno del lealismo del municipium di Brindisi verso Roma: la città apula era stata un secolo prima conquistata (266 a.C.) ai Messapi, con lo scopo dichiarato di farne la testa di ponte per la conquista dei Balcani e della Grecia; e ai brindisini era stata anche riconosciuta la cittadinanza romana (240 a.C.). All'ingente sforzo economico della realizzazione della via Appia fino a Brindisi, aveva fatto poi seguito il dispiegamento di ingenti risorse per trasformare il porto di Brindisi in una base militare d'appoggio per le spedizioni in Oriente e contro la Macedonia. In questo contesto, la leale partecipazione dei maggiorenti brindisini alla politica romana di espansione verso Oriente può aver lasciato una forte traccia nella memoria collettiva, esaltando un episodio reale o verosimile in un gesto di patriottismo da tramandare nelle Storie.

### Fonti
- Titi Livi, Ab Urbe condita, l. XLII, cap. XVII

### Letteratura
- Pasquale Camassa, Brindisini illustri, Brindisi 1909, pp. 7 e ss.
- G. Ferrero - C. Barbagallo, Roma antica, I, Firenze 1933, pp. 203-209.
- Alberto Del Sordo, Ritratti brindisini; presentazione di Aldo Vallone, Bari 1983, pp. 31-34.